# Jordão (Acre)
Jordão é um município brasileiro do estado do Acre. Sua população, de acordo com estimativas do Instituto Brasileiro de Geografia e Estatística (IBGE), era de 9 222 habitantes em 2022.

## Organização Político-Administrativa
- Prefeito: Francisco Naudo Ribeiro Souza - PDT (2021-);[7]
- Vice-prefeito: Fernando Barbosa Siã - PDT (2021-);[7]
- Presidente da câmara: Oricelio Farias de Oliveira "Guedes Oliveira" - PDT (2023-).[8]

## Infraestrutura

### Saúde
O município de Jordão possui uma taxa de mortalidade infantil de 19,51 óbitos por mil nascidos vivos, de acordo com dados de 2020 do IBGE.
De acordo com a Secretaria de Atenção Primária à Saúde do Ministério da Saúde (MS), o Índice de Vulnerabilidade Social (IVS) deste município é de muito alta vulnerabilidade, indicador criado pelo IPEA e utilizado pelo MS na alocação de profissionais do Programa Mais Médicos.